# 程恂
程恂，字慄也，号燕侯，江南休寧人，清朝官员。
雍正二年，登甲辰科進士，官直隶定州知州。乾隆元年，召试丙辰博学鸿词科，名列二甲，授翰林院檢討，任三礼馆纂修官。乾隆十三年，任会试同考官。